# TT Zero

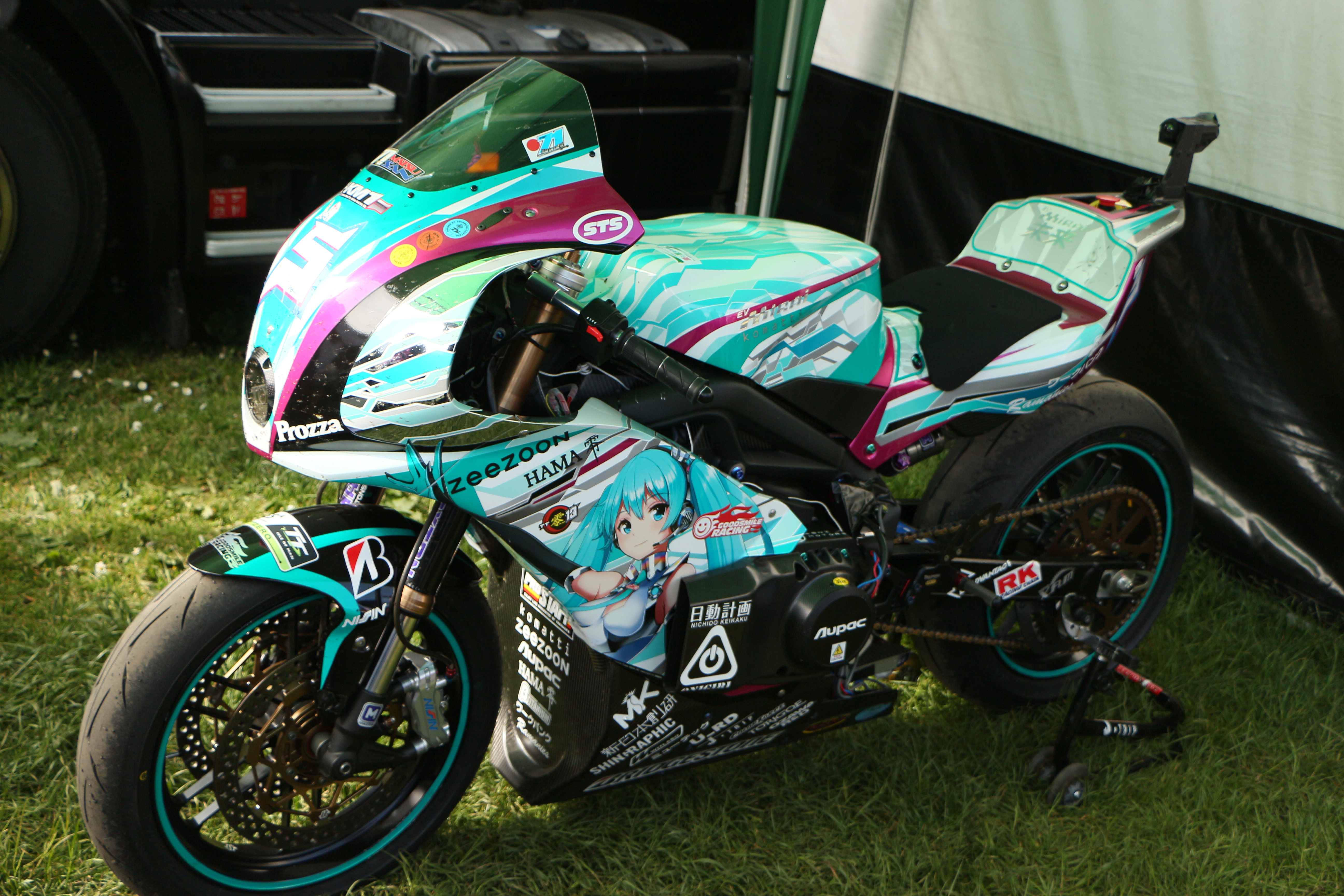
Ein Elektro-Motorrad für das Rennen TT Zero 2013. Hier eine Komatti-Mirai EV.

Die TT Zero ist eine Rennserie für Elektromotorräder innerhalb der Isle of Man TT. Gefahren wird der traditionelle Snaefell Mountain Course, die 60,725 Kilometer lange Strecke auf abgesperrten Straßen, auf denen seit 1911 die TT als weltweit ältestes Motorradrennen dieser Größe und Art stattfindet.

## Entstehung des Rennens
Der TTXGP Time Trials Extreme Grand Prix am 12. Juni 2009 auf der Isle of Man war das weltweit erste Motorradrennen für Elektromotorräder. Der Veranstalter der Isle of Man TT, das Isle of Man Department of Economic Development, IOM TT Team auf der Insel betreibt das TT Zero in Nachfolge des TTXGP als Teil der traditionellen Tourist Trophy ("The Isle of Man Government Department of Economic Development has confirmed that the groundbreaking SES TT Zero Clean Emissions Motorcycle Challenge will again take place on the Isle of Man in 2012 as part of the annual TT Races meeting.")
Der Begründer des von der Fédération Internationale de Motocyclisme anerkannten ersten Rennens TTXGP war der Geschäftsmann Azhar Hussein. Er gründete in der Folge mit dem TTXGP The eGrandPrix ebenso eine eigene Rennserie für Elektromotorräder, wie die Fédération Internationale de Motocyclisme(FIM) mit dem FIM E-Power International Championship.

## Rennen

### 2009: TTXGP
Das schnellste der 15 tatsächlich angetretenen Motorräder, von denen sieben das Ziel erreichten, war Agni X01 mit dem Fahrer Rob Barber mit einer Zeit von 25:53,5 min und einer Durchschnittsgeschwindigkeit von 141 km/h. Dies lag knapp über dem Rundenrekord der 50-cm³-Klasse von 1966. Der aktuelle Streckenrekord der stärksten Benziner liegt nach ca. 100 Jahren bei 211 km/h Durchschnittsgeschwindigkeit. Zweiter wurde Thomas Schönfelder vom deutschen XXL-Racing-Team, Dritter wurde Mark Buckley vom US-Team Brammo.

### TT Zero 2010
Gewinner war Mark Miller auf MotoCzysz E1pc mit der Durchschnittsgeschwindigkeit von 96,82 mph (155,82 km/h) und einer Zeit von 23:22,9 min. Zweiter wurde Robert Barber auf einer Agni mit 25:21,19 min, Dritter wurde James McBride auf einer Man TTX mit 25:32,33 min.

### TT Zero 2011
Diesmal gewann der britische Routinier Michael Rutter, wieder auf einer MotoCzysz und einer Durchschnittsgeschwindigkeit von 99,6 mph (160,3 km/h) in 22:43,7 min. Damit entging ihm der von der Inselregierung 2010 ausgelobte Preis von 10.000 £, den der erste Fahrer bekommen soll, der die 100-mph-Grenze durchbricht (160,9 km/h oder 22:38,388 min). Zweiter wurde Mark Miller ebenfalls auf einer MotoCzysz wie Rutter vom Rennstall Segway Racing MotoCzysz mit 23:01,93 min und 98,288 mph (158,179 km/h). Dritter wurde George Spence mit dem Motorrad IRON HORSE vom Rennstall Ecotricity Kingston in 25:35,90 min mit 88,435 mph (142,322 km/h). Allan Brew vom Rennstall MIT EVT und seiner BMW erreichte 28:35,81 min. und 79,163 mph (127,4 km/h).

### TT Zero 2012
Die TT Zero 2012 fand am 6. Juni 2012 statt. Michael Rutter vom Team Segway Racing MotoCzysz gewann mit einer Durchschnittsgeschwindigkeit von 104,056 mph (167,462 km/h) in 21:45,335 min. Zum ersten Mal wurde die 100-mph-Grenze durchbrochen. Auf Platz zwei kam John McGuinness vom Team Mugen mit 22:08,855 min und einer durchschnittlichen Geschwindigkeit von 102,215 mph (164,499 km/h) ein. Platz drei belegte Mark Miller ebenfalls vom Team Segway Racing MotoCzysz mit 22:23,975 min und durchschnittlich 101,065 mph (163 km/h).

### TT Zero 2013
Die TT Zero 2013 fand am 5. Juni 2013 statt. Michael Rutter vom Team Segway Racing MotoCzysz gewann mit einer Durchschnittsgeschwindigkeit von 109,675 mph (177 km/h) in 20:38,46 min. Auf Platz zwei kam John McGuinness vom Team Mugen mit 20:40,133 min und einer durchschnittlichen Geschwindigkeit von 109,527 mph (176,267 km/h). Platz drei belegte Rob Barber ebenfalls vom Team RW-2/Ohio State University mit 25:02,467 min und durchschnittlich 90,403 mph (145,49 km/h).

### TT Zero 2014
Das Rennen wurde über die Distanz von einer Runde am 4. Juni 2014 mit neun Teilnehmer am Snaefell Mountain Course ausgetragen. Die besten sechs Ergebnisse waren:
| Platz | Fahrer          | Team                          | Durchschnitts- geschwindigkeit | Zeit          |
| ----- | --------------- | ----------------------------- | ------------------------------ | ------------- |
| 1     | John McGuinness | Mugen Shinden                 | 117,366 mph (188,882 km/h)     | 19:17,300 min |
| 2     | Bruce Anstey    | Shinden San / Team Mugen      | 115,048 mph (185,152 km/h)     | 19:40,625 min |
| 3     | Rob Barber      | RW-x2 / Ohio State University | 93,531 mph (150,524 km/h)      | 24:12,230 min |
| 4     | Robert Wilson   | Team Sarolea Racing           | 93,507 mph (150,485 km/h)      | 24:12,600 min |
| 5     | Mark Miller     | VercarloMoto                  | 85,828 mph (138,127 km/h)      | 26:22,828 min |
| 6     | Timothee Monot  | TT Zero                       | 81,515 mph (131,186 km/h)      | 29:02,378 min |

### TT Zero 2015
Der Sieger des Rennens John McGuinness stellte mit 119,279 mph (191,961 km/h) und einer Zeit von 18:58,743 min einen neuen Rundenrekord in dieser Klasse auf. Die Ergebnisse näherten sich immer mehr denen der kleineren Rennklassen mit Verbrennungsmotoren an.
| Platz | Fahrer          | Team                            | Durchschnitts- geschwindigkeit | Zeit          |
| ----- | --------------- | ------------------------------- | ------------------------------ | ------------- |
| 1     | John McGuinness | 2015 Mugen Shinden              | 119,279 mph (191,961 km/h)     | 18:58,743 min |
| 2     | Bruce Anstey    | 2015 Mugen Shinden 4            | 118,857 mph (191,282 km/h)     | 19:02,785 min |
| 3     | Lee Johnston    | Brammo                          | 111,62 mph (179,635 km/h)      | 20:16,881 min |
| 4     | Guy Martin      | Victory                         | 19,717 mph (31,731 km/h)       | 20:37,987 min |
| 5     | Robert Wilson   | Saroléa SP7                     | 106,51 mph (171,411 km/h)      | 21:15,256 min |
| 6     | Michael Sweeney | E Bike University of Nottingham | 73,156 mph (117,733 km/h)      | 30:56,695 min |

### TT Zero 2016
Am 8. Juni gewann Bruce Anstey das Rennen mit dem Modell Shinden von Mugen Shinden mit einer Durchschnittsgeschwindigkeit von 118,416 mph (190,572 km/h) (19:07,043 min) und war damit etwas langsamer als der Rekordhalter und Teamkollege John McGuinness.

### TT Zero 2017
| Platz | Fahrer         | Maschine                        | Durchschnitts- geschwindigkeit | Zeit          |
| ----- | -------------- | ------------------------------- | ------------------------------ | ------------- |
| 1     | Bruce Anstey   | Mugen Shinden roku              | 117,71 mph (189,436 km/h)      | 19:13,924 min |
| 2     | Guy Martin     | Mugen Shinden roku              | 113,632 mph (182,873 km/h)     | 19:55,331 min |
| 3     | Daley Mathison | University of Nottingham UoN 02 | 109,209 mph (175,755 km/h)     | 20:43,748 min |
| 4     | Dean Harrison  | Saroléa SP7                     | 108,064 mph (173,912 km/h)     | 20:56,924 min |
| 5     | Antonio Maeso  | University of Nottingham Merlin | 91,197 mph (146,767 km/h)      | 24:49,385 min |
| 6     | James Cowton   | Brunel Racing BX-15             | 90,963 mph (146,391 km/h)      | 24:53,229 min |

### TT Zero 2018
| Platz | Fahrer          | Team           | Durchschnitts- geschwindigkeit | Zeit          |
| ----- | --------------- | -------------- | ------------------------------ | ------------- |
| 1     | Michael Rutter  | Mugen Shinden  | 121,824 mph (196,057 km/h)     | 18:34,956 min |
| 2     | Daley Mathinson | UoN 02         | 119,294 mph (191,985 km/h)     | 18:58,600 min |
| 3     | Lee Johnston    | Mugen Shinden  | 105,566 mph (169,892 km/h)     | 21:26,668 min |
| 4     | James Cowton    | BRUNEL BX-15   | 97,372 mph (156,705 km/h)      | 23:14,934 min |
| 5     | Adam Child      | Moto Corsa Ego | 81,332 mph (130,891 km/h)      | 27:50,042 min |
| 6     | Shaun Anderson  | Brammo         | 74,789 mph (120,361 km/h)      | 30:16,155 min |

### TT Zero 2019
| Platz | Fahrer          | Team                           | Durchschnitts- geschwindigkeit | Zeit          |
| ----- | --------------- | ------------------------------ | ------------------------------ | ------------- |
| 1     | Michael Rutter  | Mugen Shinden                  | 121,909 mph (196,194 km/h)     | 18:34,172 min |
| 2     | John McGuinness | Mugen Shinden                  | 120,979 mph (194,697 km/h)     | 18:42,738 min |
| 3     | Ian Lougher     | Idaten X RE                    | 102,690 mph (165,264 km/h)     | 22:02,697 min |
| 4     | Mathew Rees     | Projekt der Universität Bath   | 94,845 mph (152,638 km/h)      | 23:52,100 min |
| 5     | Allann Venter   | Projekt der Universität Brunel | 91,478 mph (147,22 km/h)       | 24:44,815 min |
| 6     | Mike Norbury    | Duff Motorsport                | 83,289 mph (134,041 km/h)      | 27:10,800 min |
| 7     | Shaun Anderson  | Duff Motorsport                | 72,026 mph (115,915 km/h)      | 31:25,831 min |

### TT Zero 2020
Wegen der COVID-19-Pandemie abgesagt.

## Verweise